# 1814
1814 (MDCCCXIV) byl rok, který dle gregoriánského kalendáře započal sobotou.

## Události

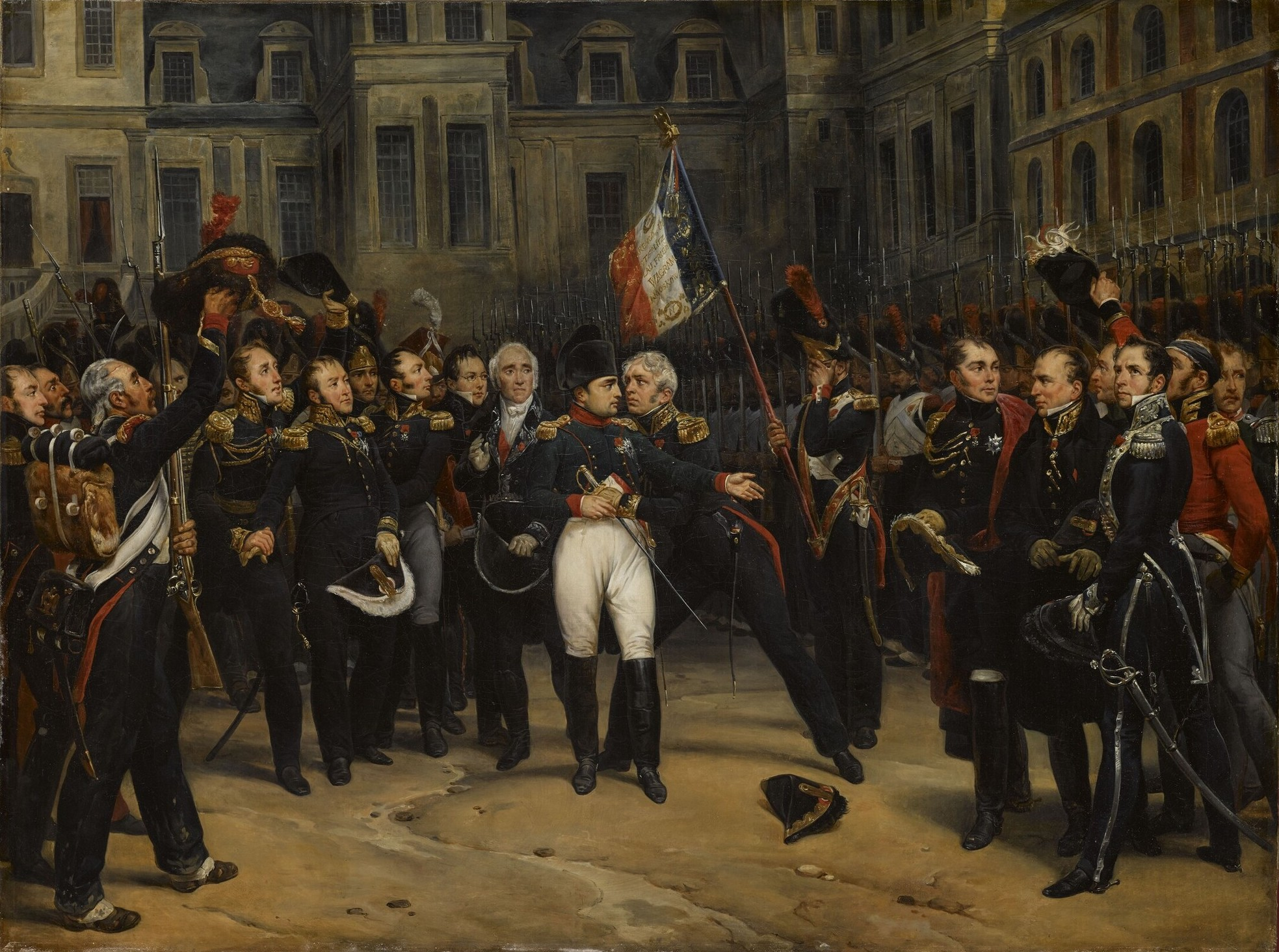
Abdikace Napoleona Bonaparta a jeho odchod do exilu

- 14. ledna – Kielskou smlouvou mezi Švédskem a Dánskem získalo Švédsko území Norska a naopak se vzdalo Švédských Pomořan, které připadly Prusku. Bývalá norská území Grónsko, Island a Faerské ostrovy zůstaly v majetku Dánska. Vznikla Švédsko-norská unie.
- 1. února – Vojska protinapoleonské koalice zvítězila nad francouzskou armádou v bitvě u La Rothière.
- 7. března – Francouzská armáda zvítězila v bitvě u Craonne nad armádami Ruska a Pruska, vedených generálem von Blücherem.
- 9.–10. března – Ruská a pruská armáda zvítězila nad francouzskou v bitvě u Laonu.
- 20.–21. března – Francouzská armáda byla poražena v bitvě u Arcis-sur-Aube
- 30.–31. března – Vojska protinapoleonské koalice dobyla Paříž.
- 6. dubna – Ludvík XVIII., bratr popraveného Ludvíka XVI., se de facto stal králem v obnoveném francouzském království.
- 11. dubna – Fontainebleauskou smlouvou mezi zástupci Rakouska, Ruska a Pruska a na druhé straně Napoleonem Bonapartem se Napoleon vzdal titulu francouzského císaře a odešel do vyhnanství na ostrov Elba.
- 4. května
  - Napoleon Bonaparte přijel do vyhnanství na ostrov Elba.
  - Na španělský trůn se vrátil Ferdinand VII., zrušil ústavu, obnovil absolutismus a inkvizici.
- 17. května – Norsko vyhlásilo nezávislost a za krále přijalo Kristiána Frederika. Abdikoval o pět měsíců později.
- 30. května – Mezi Francií a protinapoleonskou koalicí byla v Paříži podepsána mírová smlouva o restauraci Bourbonů, nezávislosti Švýcarska, zrušení francouzského obchodu s otroky, navrácení francouzských hranic do stavu z roku 1792 a převod některých francouzských zámořských území Spojenému království a Španělsku.
- 7. srpna – Pius VII. obnovil papežskou bulou Sollicitudo omnium ecclesiarum jezuitský řád.
- 24. srpna – Britsko-americká válka: vypálení Washingtonu, D.C. britskými vojáky.
- 18. září – Začal Vídeňský kongres, více než osmiměsíční jednání zastupitelů většiny evropských zemí o poválečném uspořádání Evropy.
- 4. listopadu – Norský parlament přijal za svého panovníka švédského krále Karla XIII.
- 24. prosince – Gentským mírem mezi Spojeným královstvím a USA byla ukončena britsko-americká válka.

### Probíhající události
- 1803–1815 – Napoleonské války
- 1806–1814 – Kontinentální blokáda
- 1808–1814 – Španělská válka za nezávislost
- 1810–1821 – Mexická válka za nezávislost
- 1812–1815 – Britsko-americká válka
- 1814–1815 – Vídeňský kongres

## Vědy a umění
- 30. března – Francouzský diplomat a spisovatel François René de Chateaubriand vydal protinapoleonský pamflet De Buonaparte et des Bourbons.
- 1. května – V Opavě bylo otevřeno Gymnaziální muzeum, první muzejní instituce v českých zemích a předchůdce Slezského zemského muzea.
- 4. května – Anglická spisovatelka Jane Austenová vydala román Mansfieldské panství.
- Německý básník Adelbert von Chamisso vydal pohádkovou novelu Podivuhodný příběh Petra Schlemihla.
- V železárnách ve Štěpánově nad Svratkou byl vyroben první parní stroj na Moravě.

## Narození

### Česko

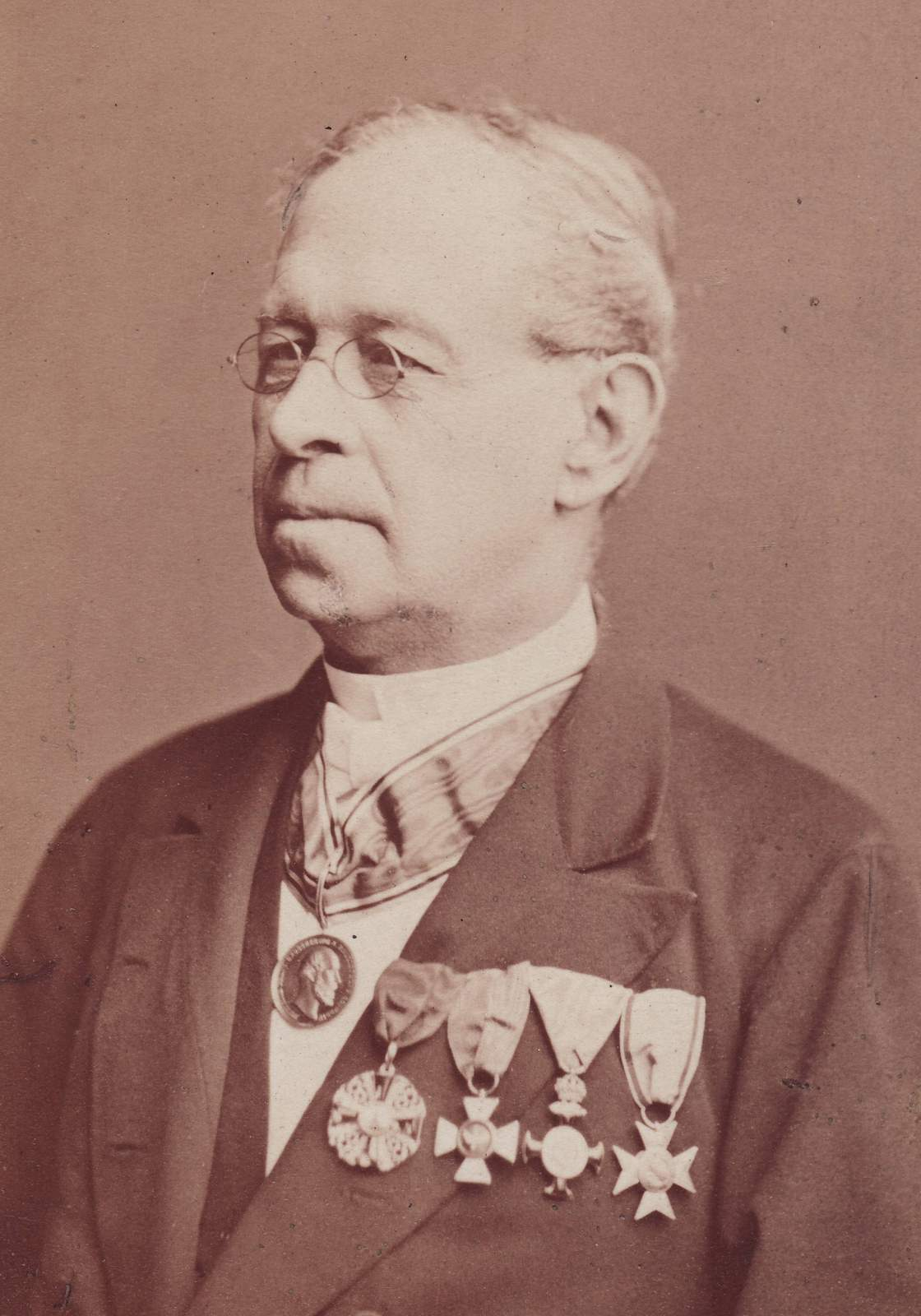
Romuald Božek (* 7. února)

- 15. ledna – František Šebek, architekt, stavitel a politik († 6. března 1862)
- 16. ledna – František Jaromír Rubeš, básník († 10. srpna 1853)
- 4. února – Václav Frost, kněz, pedagog a průkopník bilingvální výuky neslyšících († 21. června 1865)
- 6. února – Romuald Božek, vynálezce († 30. dubna 1899)
- 20. února – Adolf Tachezy, politik německé národnosti, starosta Chebu († 25. března 1892)
- 8. března – František Špatný, lexikograf († 9. června 1883)
- 18. února – Jan Krouský, politik († 4. října 1876)
- 11. března – Karel Tomíček, advokát a politik († 15. dubna 1903)
- 5. dubna – Felix Lichnovský z Voštic, šlechtic a politik († 18. září 1848)
- 14. května – Ludvík Ochrana, katolický kněz a národní buditel († 28. prosince 1877)
- 3. června
  - Karel Kerka, kanovník katedrální kapituly u sv. Štěpána v Litoměřicích († 7. ledna 1894)
  - Antonín Strobach, právník a politik († 22. listopadu 1856)
- 4. června – Antonín Pittner, starosta a kronikář města Polné († 24. srpna 1897)
- 10. června – Anton Jungnickl, starosta Znojma († 5. prosince 1886)
- 15. června – Augustin Smetana, filozof († 30. ledna 1851)
- 21. června – Františka Auerspergová, šlechtična († 16. června 1901)
- 28. října – Jan Zachariáš Quast, malíř († 9. srpna 1891)
- 19. listopadu – Ignác Hauschild, právník a politik († 3. prosince 1881)
- 19. prosince – Anton Gschier, politik německé národnosti († 30. června 1874)
- 20. prosince – Václav Štulc, kněz a spisovatel († 9. srpna 1887)
- 24. prosince – Emanuel Seydl, stavitel († 1. dubna 1894)
- 28. prosince – František Schmoranz starší, architekt († 4. dubna 1902)
- ? – Benedikt z Rittersteinu, šlechtic († 26. listopadu 1876)
- ? – Michael Grübler, poslanec Říšské rady a Moravského zemského sněmu († 29. dubna 1885)

### Svět
- 1. ledna

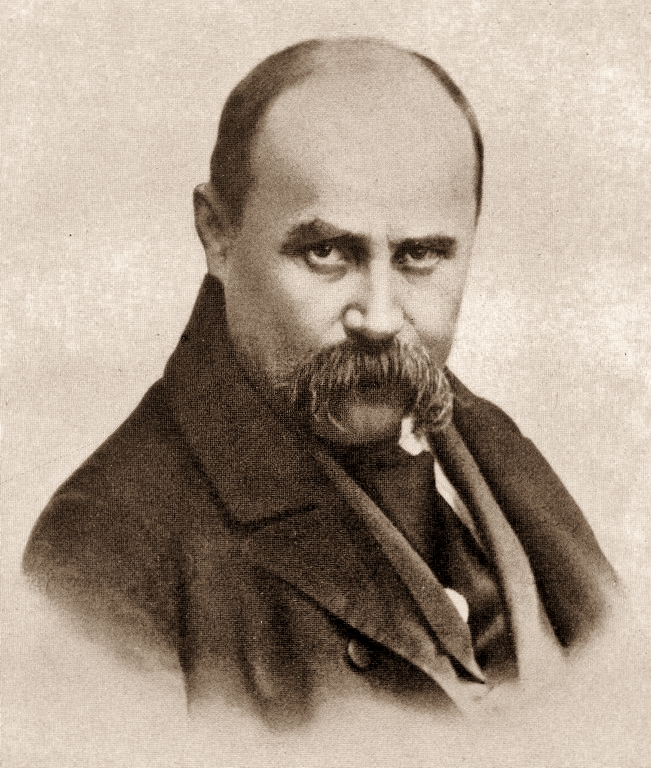
Taras Ševčenko (* 9. března)

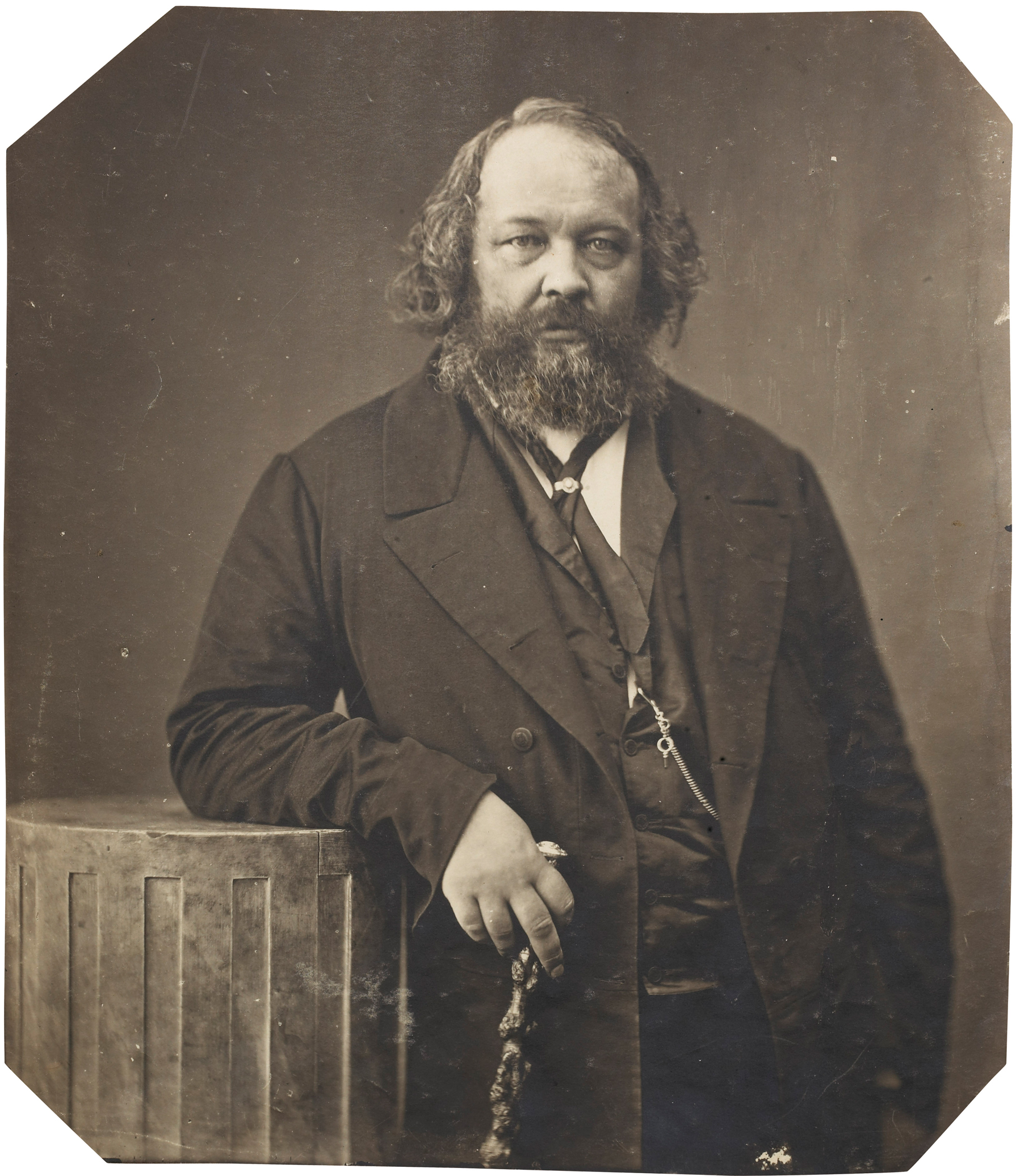
Michail Alexandrovič Bakunin (* 30. května)

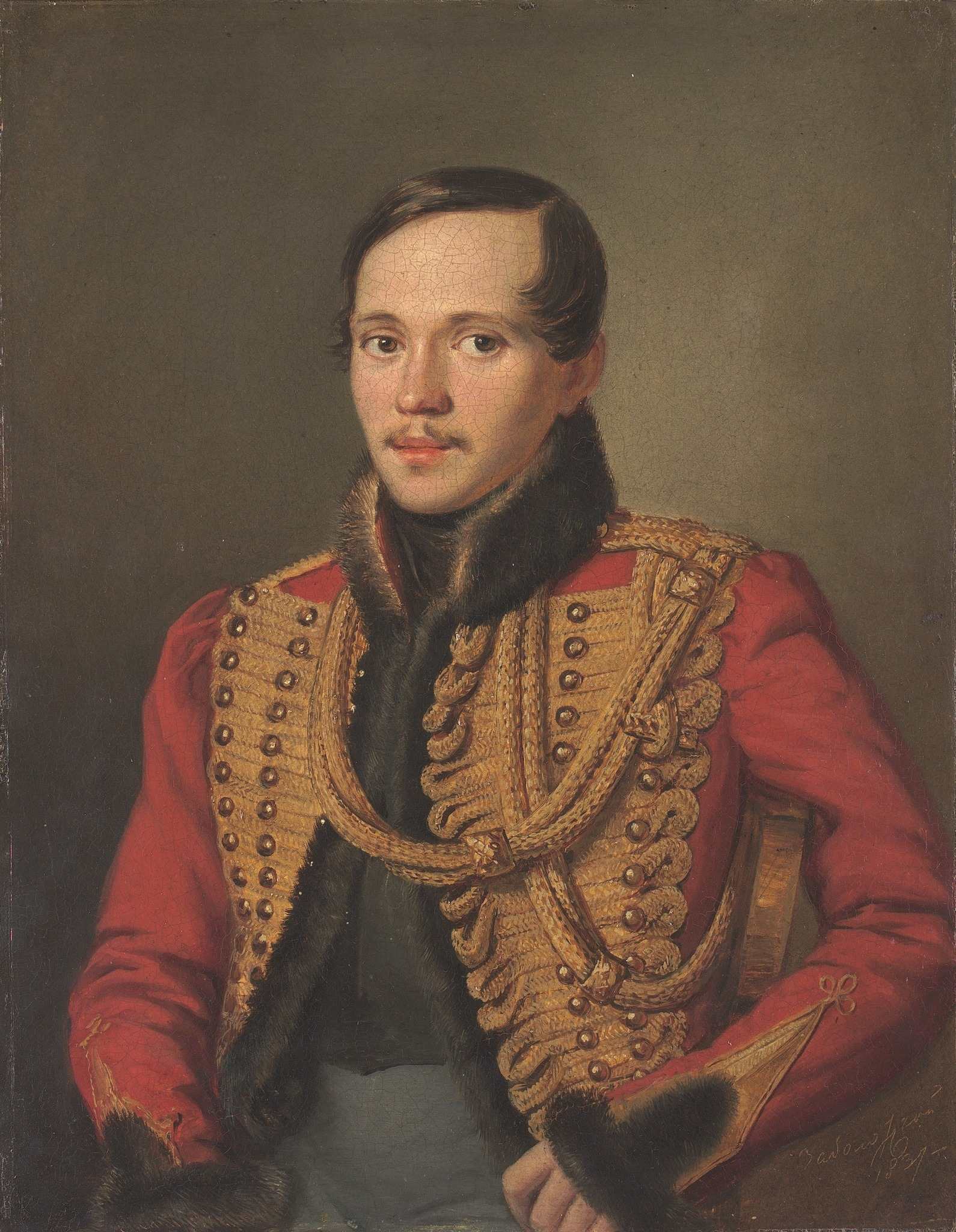
Michail Jurjevič Lermontov (* 15. října)

  - Franz Josef Ruprecht, rakouský botanik († 4. dubna 1870)
  - Chung Siou-čchüan, vůdce povstání proti dynastii Čching († 1. června 1864)
- 15. ledna – Pierre-Jules Hetzel, francouzský vydavatel († 17. března 1886)
- 17. ledna – Hippolyte Lucas, francouzský entomolog († 5. července 1899)
- 23. ledna – Alexander Cunningham, britský archeolog († 28. listopadu 1893)
- 27. ledna – Eugène Viollet-le-Duc, francouzský architekt a historik umění († 17. září 1879)
- 1. března – Francis Fletcher, osadník v americkém státě Oregon († 7. října 1871)
- 9. března – Taras Ševčenko, ukrajinský básník († 10. března 1861)
- 11. března – Ludvík z Casorie, italský římskokatolický kněz, blahoslavený († 30. března 1885)
- 13. dubna – Teodolinda Leuchtenberská, württemberská hraběnka († 1. dubna 1857)
- 15. dubna – Karl Friedrich Ludwig Goedeke, německý spisovatel († 27. října 1887)
- 17. dubna – August Grisebach, německý botanik († 9. května 1879)
- 19. dubna – Louis Amédée Achard, francouzský novinář a spisovatel († 25. března 1875)
- 21. dubna – Louis-Auguste Bisson, francouzský fotograf († 12. května 1876)
- 1. května – Karel Vilém Auersperg, rakouský ministerský předseda († 4. ledna 1890)
- 26. května – Wilhelm Engerth, rakouský stavitel železnic a konstruktér lokomotiv († 4. září 1884)
- 30. května – Michail Alexandrovič Bakunin, ruský revolucionář († 1. července 1876)
- 12. června – Constanze Dahnová, německá herečka francouzského původu († 26. března 1894)
- 19. července – Samuel Colt, americký vynálezce († 10. ledna 1862)
- 10. srpna – Henri Nestlé, švýcarský podnikatel († 7. července 1890)
- 11. srpna – Ivan Mažuranić, chorvatský básník († 4. srpna 1890)
- 13. srpna – Anders Jonas Ångström, švédský astronom a fyzik († 21. června 1874)
- 26. srpna – Janez Avguštin Puhar, slovinský kněz, fotograf, malíř a básník († 7. srpna 1864)
- 28. srpna – Joseph Sheridan Le Fanu, irský prozaik, básník a dramatik († 7. února 1873)
- 3. září – James Joseph Sylvester, anglický matematik († 15. března 1897)
- 15. září – Ferdinand von Arnim, německý architekt a malíř († 23. března 1866)
- 30. září – Josef Lasser von Zollheim, ministr vnitra Předlitavska († 19. listopadu 1879)
- 1. října – Franc Močnik, slovinský matematik († 30. listopadu 1892)
- 4. října – Jean-François Millet, francouzský malíř († 20. ledna 1875)
- 15. října – Michail Jurjevič Lermontov, ruský básník, prozaik, dramatik († 27. července 1841)
- 24. října – Rafael Carrera y Turcios guatemalský prezident († 14. dubna 1865)
- 25. října – Max Löwenstamm, německý pedagog a skladatel († 9. dubna 1881)
- 6. listopadu – Adolphe Sax, vynálezce saxofonu († 4. února 1894)
- 25. listopadu – Julius Robert von Mayer, německý lékař a fyzik († 20. března 1878)
- 27. listopadu – Áron Gábor, národní hrdina Maďarské revoluce († 2. července 1849)

### Neznámé datum
- Domenico Bresolin, italský fotograf († 1899)
- Julia Kurakina, dvorná dáma ruské carevny Marie Sofie Dánské († 1881)

## Úmrtí

### Česko
- 3. února – Jan Antonín Koželuh, skladatel a varhaník (* 14. prosince 1738)
- 8. března – Josef Zobel, architekt (* 25. září 1746)
- 27. dubna – Jakub Dvořecký, duchovní a historik (* 21. července 1750)
- 7. srpna – Josef Bohumír Mikan, lékař, botanik, rektor Karlovy univerzity (* 3. září 1743)
- 17. listopadu – František Jan Tomsa, spisovatel, publicista, překladatel (* 4. října 1753)

### Svět

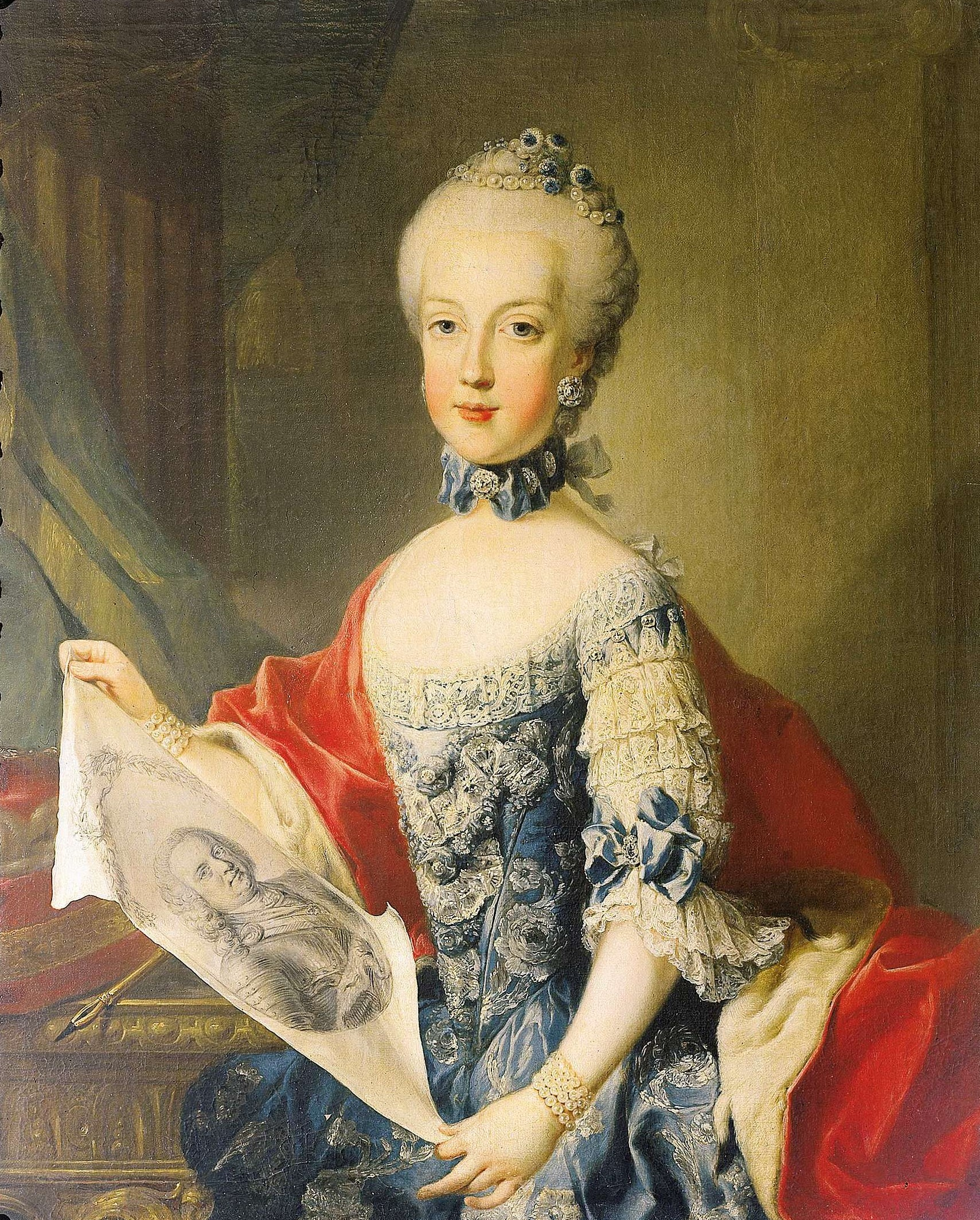
Marie Karolína Habsbursko-Lotrinská († 8. září)

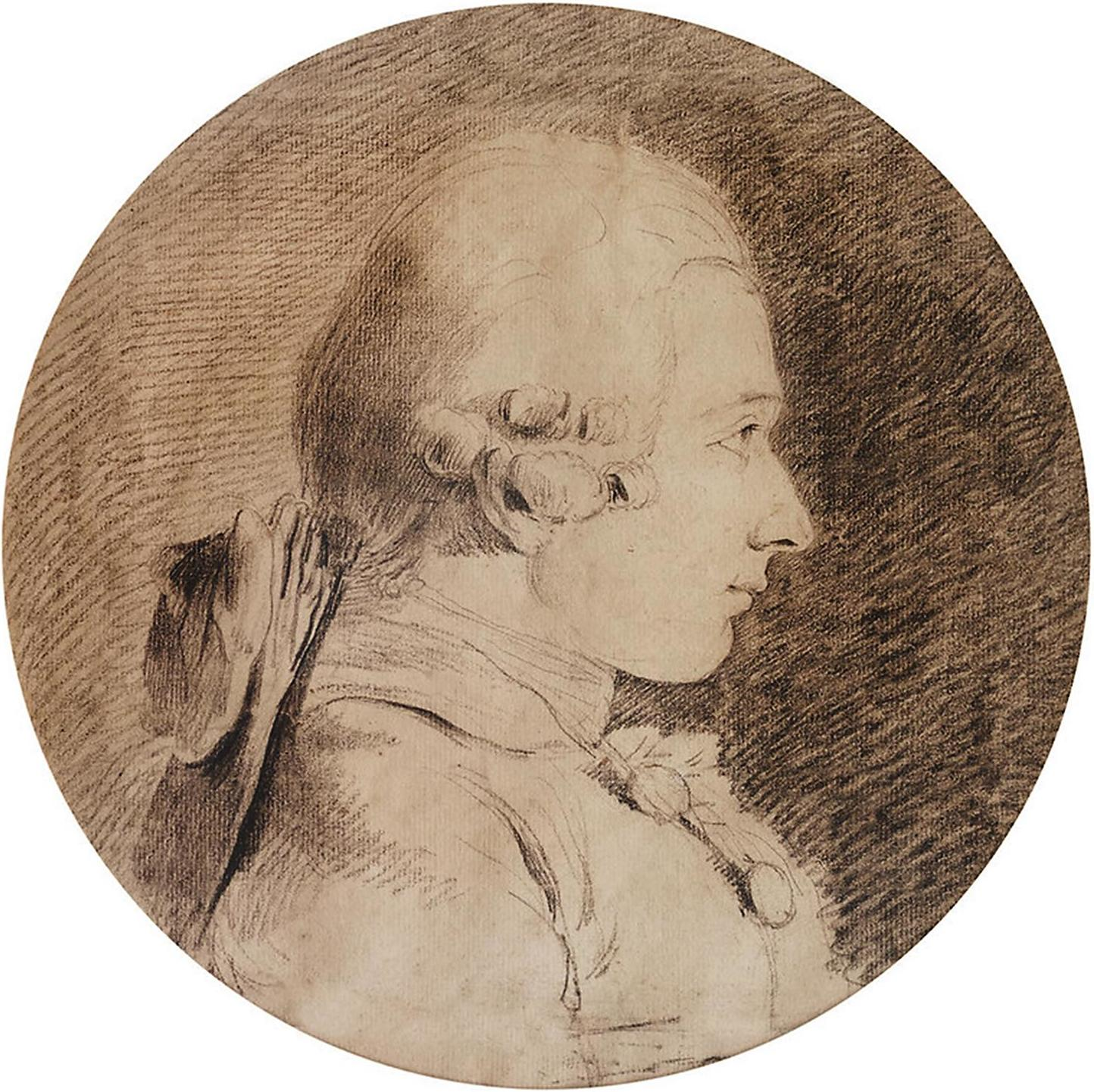
Markýz de Sade († 2. prosince)

- leden – Giuseppe Geremia, italský hudební skladatel (* 19. listopadu 1732)
- 27. ledna – Johann Gottlieb Fichte, německý filozof (* 19. května 1762)
- 4. února – Leopold Schulz von Straßnitzki, rakouský vědec, politik a úředník (* 5. října 1743)
- 27. února – Jean-Louis-Ebenezer Reynier, francouzský generál (* 14. ledna 1771)
- 16. března – Henri Auguste Duval, francouzský botanik (* 28. dubna 1777)
- 26. března – Joseph Ignace Guillotin, francouzský vědec, propagátor gilotiny (* 28. května 1738)
- 23. dubna – Teresa Pola, italská šlechtična (* 2. dubna 1778)
- 29. května – Joséphine de Beauharnais, francouzská císařovna (* 23. června 1763)
- 19. června – Friedrich Benda, německý komorní hudebník a skladatel (* 15. června 1745)
- 19. července – Matthew Flinders, britský navigátor a tvůrce map (* 16. března 1774)
- 22. července – Michael Francis Egan, americký františkánský mnich a biskup (* 26. září 1761)
- 25. července – Charles Dibdin, anglický básník, spisovatel, dramatik, hudebník, skladatel (* 15. března 1745)
- 19. srpna – Angelo Tarchi, italský hudební skladatel (* 1760)
- 21. srpna – Benjamin Thompson, angloamerický fyzik a vynálezce (* 26. března 1753)
- 31. srpna – Arthur Phillip, britský admirál, zakladatel Sydney (* 11. října 1738)
- 8. září – Marie Karolína Habsbursko-Lotrinská, rakouská arcivévodkyně, dcera Marie Terezie (* 13. srpna 1752)
- 11. listopadu – Pavol Adámi, slovenský lékař, veterinář a zoolog (* 9. července 1739)
- 18. listopadu – William Jessop, britský stavitel dopravních staveb (* 23. ledna 1745)
- 23. listopadu – Elbridge Gerry, viceprezident USA (* 17. července 1744)
- 2. prosince – Markýz de Sade, francouzský šlechtic, spisovatel a filosof (* 2. června 1740)
- 11. prosince – Marie-Louise O'Murphy, francouzská kurtizána, milenka krále Ludvíka XV. (* 21. října 1837)

## Hlavy států

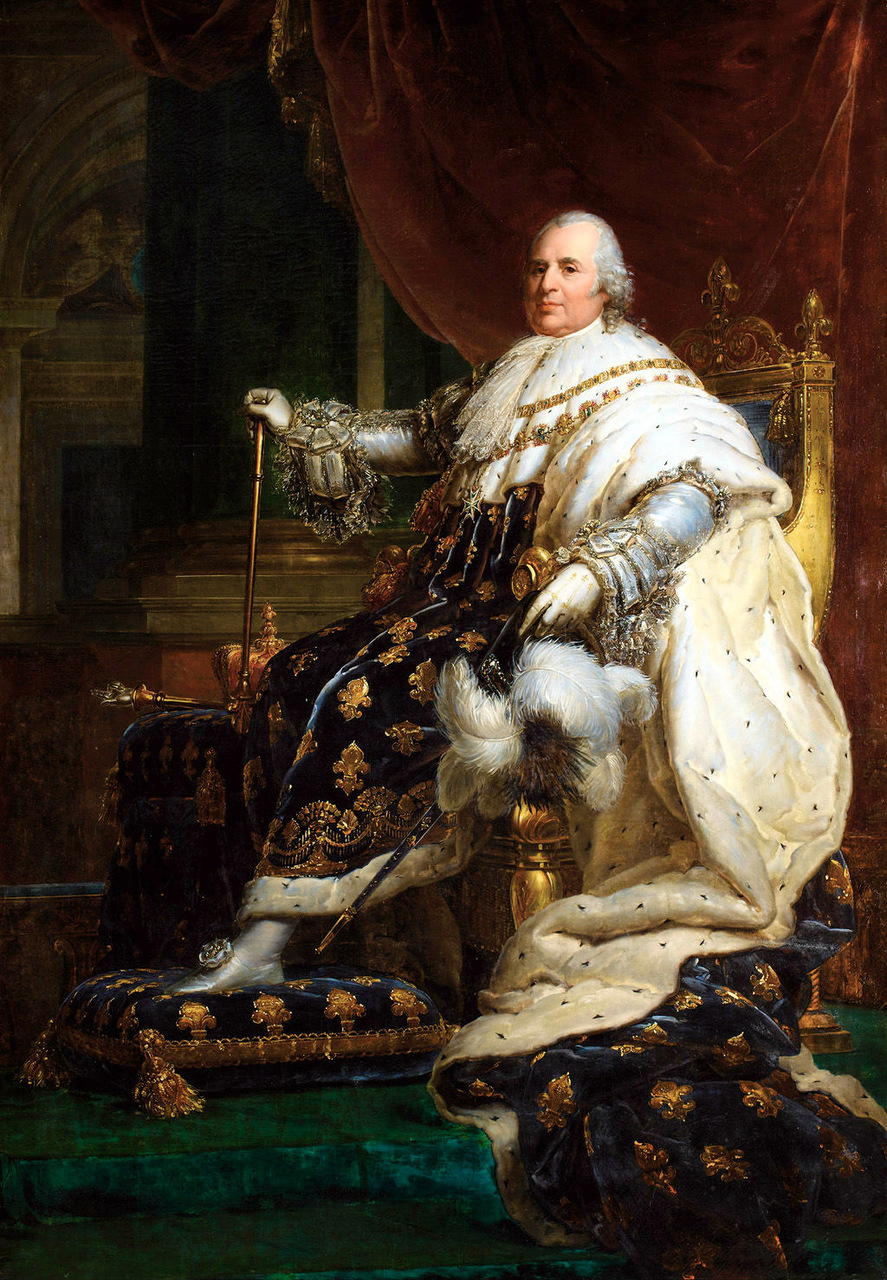
Na francouzský trůn nastoupil Ludvík XVIII.

- Francie – Napoleon Bonaparte (1799–1814) do 6. dubna / Ludvík XVIII. (1814–1815) od 6. dubna
- Osmanská říše – Mahmut II. (1808–1839)
- Prusko – Fridrich Vilém III. (1797–1840)
- Rakouské císařství – František I. (1792–1835)
- Rusko – Alexandr I. (1801–1825)
- Spojené království – Jiří III. (1760–1820)
- Španělsko – Ferdinand VII. (1813–1833)
- Švédsko – Karel XIII. (1809–1818)
- USA – James Madison (1809–1817)
- Papež – Pius VII. (1800–1823)
- Japonsko – Kókaku (1780–1817)
- Lombardsko-benátské království – Jindřich XV. Reuss zu Plaen